# ラブリンク
「ラブリンク」は、2013年9月4日にマーベラスAQLから発売された吉田仁美のシングル。

## 概要
朝日放送（ABC）製作・テレビ朝日系列で放送のテレビアニメ『ドキドキ!プリキュア』の後期エンディングテーマを収録したシングル。前期エンディングテーマの「この空の向こう」に続いて吉田仁美が歌唱を担当している。
前作同様DVD付属盤と通常盤の2種類が発売されており、DVD付属盤には後期のオープニングとエンディングのノンテロップムービーが収録されている。エンディングの振り付けは「この空の向こう」に引き続いてMIKIKOが担当している。
カップリング曲には「この空の向こう」を吉田仁美のほか、オープニング曲担当の黒沢ともよ、『ドキドキ!プリキュア』のプリキュア役5人の声優（生天目仁美、寿美菜子、渕上舞、宮本佳那子、釘宮理恵）が参加して新たに歌い直されたバージョンが収録されている。
また、初回限定封入特典としてデータカードダスプリキュアオールスターズ「シャーベットブルーリボンブラウス」が用意されている。CDジャケットには、通常版・DVD付属盤いずれも5人のプリキュアがプリントされている。

## 収録曲

### CD
1. ラブリンク
歌：吉田仁美
作詞：利根川貴之、作曲：Dr.Usui、編曲：Dr.Usui&Wicky.Recordings
  - 朝日放送・テレビ朝日系列テレビアニメ『ドキドキ!プリキュア』後期エンディングテーマ
  - 東映系アニメ映画『映画 ドキドキ!プリキュア マナ結婚!!?未来につなぐ希望のドレス』エンディングテーマ
2. この空の向こう〜ドキドキ!プリキュアといっしょ〜
歌：吉田仁美・黒沢ともよ with ドキドキ!プリキュア
作詞：利根川貴之、作曲：Dr.Usui、編曲：Dr.Usui・利根川貴之
  - 朝日放送・テレビ朝日系列テレビアニメ『ドキドキ!プリキュア』前期エンディングテーマ
3. ラブリンク（オリジナル・メロディー入り・カラオケ）
4. この空の向こう〜ドキドキ!プリキュアといっしょ〜（オリジナル・メロディー入り・カラオケ）

### DVD（CD+DVD盤のみ同梱）
1. 「Happy Go Lucky! ドキドキ!プリキュア」後期オープニングノンテロップムービー映像
2. 「ラブリンク」後期エンディングノンテロップムービー映像

## 備考
明治が発売しているヨーグルト「Yoplait グルト!」と『ドキドキ!プリキュア』のコラボレーションの一環としてエンディングムービーを使ったCMが制作されているが、映像に手が加えられているほか、本曲の歌詞も製品にちなんだ替え歌となっている。